# 4-氨基戊酸
4-氨基戊酸（别名3-甲基GABA，化学式：C5H11NO2）是一种抗惊厥生物鹼，它是GABA-T的激活剂。它也可以激活谷氨酸脱羧酶，一种用于GABA合成的酶，这一过程被认为是抗惊厥作用背后的主要作用机制。